# محمود ظهیرالدینی
محمودآقا ظهیرالدینی، (۱۳۱۷ق/۱۸۹۹م- ۱۳۱۴ش)، طراح صحنه و بازیگر اهل ایران بود.

## زندگی‌نامه
تحصیلات دوره ابتدایی را در «مدرسه اتحادیه» تهران گذراند. در ۲۰ سالگی از «مدرسه صنایع» دیپلم گرفت. در ۱۲۹۹ش، با میرزاده عشقی برای ساختن دکورهای نمایش «خرابه‌های مدائن» برای کمال الملک غفاری از مدیران مدرسه صنایع مستظرفه همکاری کرد. نخستین حضور نمایشی «ظهیرالدینی»، بازی در نمایش روحوضی، اقتباس از «طبیب اجباری»، اثر مولیر در یک مجلس عروسی بود.
ظهیرالدینی در ۱۳۰۰ش با معرفی کمال‌الملک به گروه نمایشی «کمدی ایران» و هنرمندان همراه پیوست. در کنار گروهی از جمله منشی باشی بهرامی، عنایت الله شیبانی، محمدعلی ملکی، کمال الوزاره محمودی، مهدی نامدار، فضل‌الله بایگان قرار گرفت.
پس از ایفای نقش کوچکی در نمایش «نادرشاه» در گروه کمدی الهی و نشان دادن مهارت‌های هنری خود، نقش‌های اول به او واگذار شد و در نمایش‌هایی چند و بیشتر از مولیر، در نقش اول ظاهر شد، مانند «حقه‌های (حیله‌های) اسکاپن»، نوشتهٔ مولیر که در آن نقش اسکاپن را بازی کرد
پس از آن به گروه نمایشی کمدی اخوان، که خود به سرپرستی گروهی از هنرمندان تشکیل داده بود پیوست. بعد از آنجا به «تئاتر مرکزی»، که ارباب شاهرخ افلاطون مؤسس آن و حسین خیرخواه مدیر آن، بود، رفت برخی از نمایش‌هایی که او در آن‌ها ایفای نقش کرده عبارت است از: «استرومردوخای»، «راسپوتین»، «داماد هشتاد ساله»، «وکیل زبردست»، خانم کجا است، من همینم
محمود ظهیرالدینی در روز ۲۷ تیرماه ۱۳۱۴ در اثر بیماری سل درگذشت.